# EL Большого Пса
EL Большого Пса (лат. EL Canis Majoris) — двойная затменная переменная звезда типа Алголя (EA) в созвездии Большого Пса на расстоянии приблизительно 3363 световых лет (около 1031 парсека) от Солнца. Видимая звёздная величина звезды — от +13,7m до +12,27m. Орбитальный период — около 2,628 суток.

## Характеристики
Первый компонент — жёлтый карлик спектрального класса G4:V.
Второй компонент — красный карлик спектрального класса M2:V.